# ROKS火焰喷射器

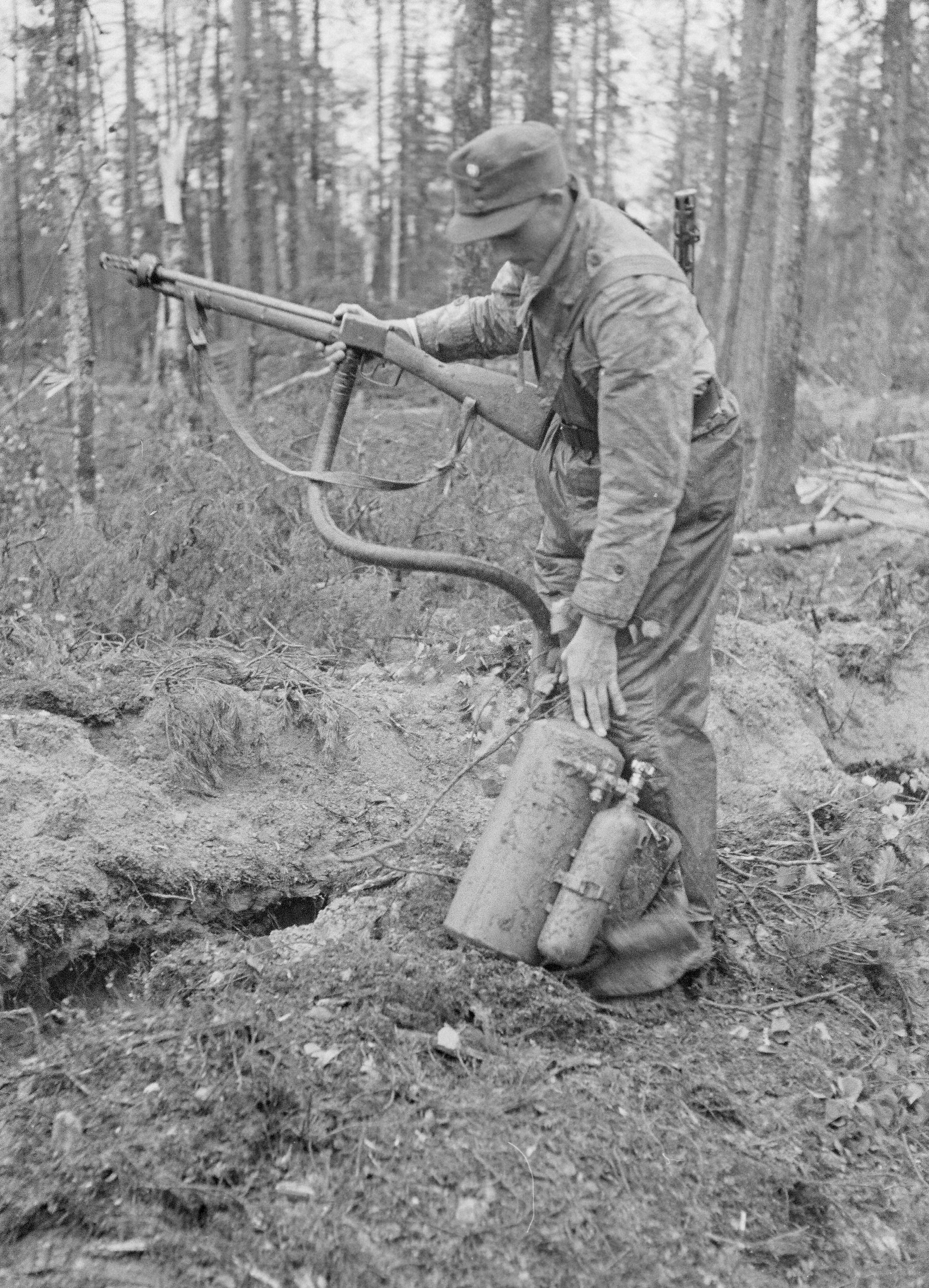
1943年6月，一名芬蘭士兵操作著繳獲的ROKS-3火焰噴射器。

ROKS-2、ROKS-3（俄语：Ранцевый огнемёт РОКС-2, РОКС-3；РОКС全寫“Ранцевый Огнемёт Клюева — Сергеева”，意為“科留耶夫-謝爾蓋耶夫背負式噴火器”）是一款由苏联武器設計師科留耶夫-謝爾蓋耶夫所設計，並由蘇聯以下多間兵工廠所生產的單兵攜帶及背負式火焰噴射器，並且首次於第二次世界大战之中使用。它們是近戰武器，旨在壓制敵方掩體的射擊點、坦克和裝甲車，在戰壕和通訊通道中消滅敵兵，式向建築物縱火等用途。

## 概述
ROKS-2的設計需要不引起人們的注意，因此將汽油罐和氮氣罐隱藏在類似於背包的鈑金製外鑄件以內；火焰噴射器的手持部分設計類似於標準型莫辛-納甘步槍，這樣做的目的是為了防止操作者被敵方視為特殊目標。該火焰噴射器通過擊發經過特殊修改的7.62×25毫米托卡列夫手枪彈藥以點燃火焰，而非其他國家的電子點火，從而使得在寒冷地區也可以即時點火。
而ROKS-3則是ROKS-2的簡化型號，旨在簡化生產。儘管保留了設計上類似於步槍的火焰噴射口，但它移除了背包的偽裝，燃油箱改為了圓柱形。兩種型號都可攜帶約9公升（2.38美制加侖）的燃料。該燃料由氮氣加壓，氣壓為115巴（11,500.00千帕斯卡）；而且在理想情況以下，火焰的最大噴射距離約為45（49.21碼）。ROKS-3一直使用，直到與德意志國防軍的戰爭結束為止。

## 火焰噴射器組成
ROKS-2、ROKS-3的主要部分為： 
- 汽油罐（混合燃料）
- 裝有減速器的壓縮氮氣罐
- 軟管
- 火焰噴射的噴口
- 攜帶火焰噴射器的設備
- 一套用於維護火焰噴射器的配件

## 操作原理
ROKS-3可以使用各種混合燃料：柴油、石油（在溫暖的季節）的混合物、燃油、汽油和煤油的混合物，以及矿物杂酚油、煤焦油和汽油。為了點燃混合燃料，它將TT手槍的彈藥用作點火方式。
在噴火的過程中，來自氮氣罐的壓縮空氣（最高達到150巴，15,000.00千帕斯卡）通過減壓器，將壓力降低至工作壓力（15～17巴，1,500.00～1,700.00千帕斯卡））才流入汽油罐。當按下噴射口（步槍）的扳機時，開放閥門，並且在通過軟管和噴射口（步槍）的氣壓的作用以下，將混合燃料朝目標噴射。同時，彈藥筒因底火受到撞擊而點燃混合燃料為火焰。
ROKS-3的設計功能可讓其在短時間與長時間噴火之間切換。

## 戰爭歷史
1930年在蘇聯研發了其原型ROKS-1。在進行了多次改進以後，成為1935年起生產的ROKS-2。
第二次世界大戰開始時，紅軍的步槍團在兩個小隊中配屬了火焰噴射器部隊，配備了20具ROKS-2背包式火焰噴射器。蘇聯軍隊使用火焰噴射器的方式與其他國家不同，他倆不單將其用於清理掩體或要塞，亦會將其用作反坦克武器，其目標是瞄準坦克後部的散熱器或觀察孔；在1943年库尔斯克会战的初期數天，ROKS-2被用於激烈的近距離戰鬥，以及其他行動當中，效果出色。
基於1942年初使用這些火焰噴射器的經驗，化學工程科學研究所碩士M.P.謝爾蓋耶夫和846號兵工廠的設計師V.N.科留耶夫研發了其改進型——ROKS-3背負式噴火器。在整個戰爭期間，它倆裝備苏联红军各個連隊以至專門的背負式火焰噴射器營服役。
芬蘭將繳獲的整具ROKS-2與ROKS-3命名為M/41-r火焰噴射器（法語：liekinheitin M/41-r；“liekinheitin”即火焰噴射器）。有目擊者在继续战争期間，看到多具繳獲的蘇聯製聯火焰噴射被一部份芬蘭軍隊所使用。它倆是由兩人所組成的戰鬥工程兵團隊所操作。儘管芬蘭軍隊很少使用各種火焰噴射器，但它倆受到芬蘭人的高度評價。
戰爭結束後，蘇聯軍隊一直使用ROKS-3，直到1950年初研發、更先進的LPO-50火焰噴射器將其取代。在朝鲜战争期間，蘇聯亦曾向朝鲜人民军提供了一批剩餘的ROKS-3組件。

## 資料來源
1. 1 2  Chris Bishop. . Sterling Publishing Company, Inc. 2002: 270–. ISBN 978-1-58663-762-0.
2. 1 2 3  . JAEGER PLATOON:  FINNISH ARMY 1918 - 1945 WEBSITE. May 9, 2013  [2020-09-26]. （原始内容存档于2021-05-07）.
3. ↑  World War II - Willmott, H.P., Dorling Kindersley, 2004, Page 189, ISBN 1-4053-0477-4
4. ↑  US Department of Defense. .  (PDF). : A-88  [2020-09-26]. （原始内容存档 (PDF)于2016-03-04）.

## 外部連結
- （英文）—Information on the ROKS flamethrowers （页面存档备份，存于）
- （英文）—Pictures of a ROKS-3 （页面存档备份，存于）
- （俄文）—Международный проект Дмитрия Смирнова Army.lv （页面存档备份，存于）
- （俄文）—Фотографии РОКС-2 из экспозиции Военно-исторического музея артиллерии, инженерных войск и войск связи （页面存档备份，存于）
- （俄文）—Фотографии РОКС-3 из экспозиции Центрального музея Вооруженных Сил （页面存档备份，存于）
- （简体中文）—国防在线—POKC-２式喷火器